# Like This
Like This – piosenka R&B stworzona przez amerykańską piosenkarkę Kelly Rowland, Sean Garrett, Eve Jeffers, Jamal Jones, Elvis Williams i Jason Perry na drugi, solowy album Rowland, „Ms. Kelly” (2007). Utwór został wyprodukowany przez Polow Da Don, a rapu użyczyła słynna wokalistka Eve. Piosenka została wydana jako pierwszy singel z krążka Kelly Rowland dnia 29 maja 2007 w USA. Utwór zajął pozycje w pierwszej dziesiątce list przebojów w takich krajach jak: Kanada, Chorwacja, Irlandia, czy Wielka Brytania; pierwszej dwudziestce w Australii, Litwie, Nowej Zelandii i miejsce 30. na amerykańskiej Billboard Hot 100.

## Teledysk
Teledysk do singla był reżyserowany przez Mike’a Ruiza i nagrywany w domu Hollywood Hills dnia 12 marca 2007. Premiera telewizyjna klipu odbyła się w telewizji MTV, w programie TRL dnia 26 marca 2007. Teledysk zadebiutował na liście „BET 106 & Park Countdown”, na miejscu #10 24 maja 2007, a po tygodniu zmienił swą pozycję na #3. Videoclip również zanotował ponad milion oglądnięć na popularnej witrynie YouTube.
Teledysk zaczyna się z Kelly na przedzie, która przechadza się po swoim pokoju zaraz po wzięciu prysznica. Kiedy dowiaduje się, że jest poddana webcastowi szybko zakrywa ekran monitora ręcznikiem. Następnie możemy widzieć artystkę przygotowującą się do wyjścia na imprezę, śpiewającą własną piosenkę. Nagle urywa się obraz maloującej się Kelly i pojawia się ona na krześle oraz tańcząca w czarnej sukience. Potem Rowland wchodzi do pokoju gościnnego, w którym już jest impreza; pojawia się rapująca Eve. Na koniec klipu, Kelly Rowland ponownie ukazuje się na krześle, tym razem bez żadnej choreografii.

## Pozycje na listach
Utwór „Like This” zadebiutował na amerykańskiej liście przebojów „Billboard Hot 100” na miejscu #96 dnia 31 marca 2007. Następnego tygodnia utwór zmienił swoją pozycję na #98. W tym samym czasie piosenka zajmowała miejsce #7 na liście Billboard Hot R&B/Hip-Hop Songs.
„Like This” większy sukces odniósł poza Ameryką Północną. W Wielkiej Brytanii singel zadebiutował na miejscu #18, podczas gdy jeszcze nie ukazał się na płycie CD (jedynie w systemie Download). CD singel ukazał się w Wielkiej Brytanii 11 czerwca 2007 i właśnie wtedy utwór „wskoczył” na miejsce #4 brytyjskiej listy przebojów, aby cztery tygodnie spędzić w Top 10. „Like This” jest drugim solosym singlem Kelly Rowland, który zajmuje tak wysoką pozycję w Wielkiej Brytanii (nie licząc kawałka „Dilemma” nagranego z Nellym). W Irlandii „Like This” zadebiutował na miejscu #30, na tamtejszej liście przebojów; najwyższą pozycję jaką osiągnął to miejsce #5, czyniąc piosenkę „Like This” już trzecią, która zajęła miejsce w Top 10 z singli Kelly Rowland.
W Niemczech piosenka została wydana tylko w formacie Download co przyczyniło się do niezajęcia żadnego miejsca w Top 100 tamtejszej listy przebojów.

### Najwyższe pozycje
| Lista przebojów (2007)              | Najwyższa pozycja |
| ----------------------------------- | ----------------- |
| Australia ARIA Singles Chart        | 13                |
| Austria Singles Chart               | 75                |
| Kanada Singles Chart                | 2                 |
| Holandia Top 40 Chart               | 46                |
| Irlandia Singles Chart              | 5                 |
| Nowa Zelandia RIANZ Singles Chart   | 11                |
| Szwajcaria Singles Chart            | 77                |
| UK Singles Chart                    | 4                 |
| USA Billboard Hot 100               | 30                |
| USA Billboard Pop 100               | 60                |
| USA Billboard Hot R&B/Hip-Hop Songs | 7                 |
| United World Chart                  | 31                |